# 松浦市立調川中学校
松浦市立調川中学校（まつうらしりつ つきのかわちゅうがっこう、Matsuura City Tsukinokawa Junior High School）は、長崎県松浦市調川町下免にある公立中学校。

## 概要
歴史
1947年（昭和22年）の学制改革により新制中学校として創立。2012年（平成24年）に創立65周年を迎えた。
校訓・校章・校歌
- 校訓 - 優しく・賢く・逞しく| [icon] | この節の加筆が望まれています。 |

校区
「長崎県松浦市調川町」全域。小学校区は松浦市立調川小学校。

## 沿革
- 1947年（昭和22年）4月1日 - 学制改革（六・三制の実施）が行われる。
  - 国民学校の初等科が改組され、「調川村立調川小学校」に改称。
  - 国民学校の高等科と青年学校の普通科が改組され、「調川村立調川中学校」（新制中学校）が発足。小学校に併設される。初代校長は奥野寛三。
- 1949年（昭和24年）1月1日 - 調川町の発足により、「調川町立調川中学校」に改称。
- 1954年（昭和29年）4月 - 下免（現在地）に移転。
- 1955年（昭和30年）4月15日 - 松浦市への編入により、「松浦市立調川中学校」（現校名）に改称。
- 1957年（昭和32年）9月 - 下免1012番地に移転。
- 1958年（昭和33年）5月 - 校舎を新築。
- 1969年（昭和44年）- プールが完成。
- 1972年（昭和47年）- 体育館が完成。

## アクセス
最寄りの鉄道駅
- 松浦鉄道 西九州線 「調川駅」

最寄りのバス停
- 松浦観光バス「下免」バス停

最寄りの国道・県道
- 国道204号（唐津街道）

## 周辺
- 松浦市立調川小学校
- 熊野神社

## 関連事項
- 長崎県中学校一覧